# Piedra rúnica de Karlevi
La piedra rúnica de Karlevi, clasificada como Öl 1 en la Rundata, es una pieza fechada de finales del siglo X y localizada cerca del estrecho de Kalmarsund en Karlevi, isla de Öland, Suecia. Es una de las piedrás rúnicas más notables e importantes y constituye el vestigio escrito más antiguo de estrofa en verso escáldico.

## Descripción
La inscripción rúnica de la piedra de Karlevi está escrita parcialmente en prosa y parcialmente en verso. Es el único ejemplo de una estrofa escáldica completa preservada en una de estas piedras y compuesta en métrica señorial (en inglés lordly meter) conocida como dróttkvætt. Notable la mención de la hija de Thor, Þrúðr y Viðurr, uno de los nombres asignados a la deidad nórdica Odín, un kenning para "caudillo". En la segunda mitad de la estrofa se hace referencia a Dinamarca, pero no está claro bajo que concepto y que significado tiene en el contexto poético.
La piedra es contemporánea de la batalla de Fýrisvellir y en consecuencia es muy posible que se levantase por guerreros que tomaron partido en recuerdo de su jefe.
La inscripción está grabada en una pieza de granito de 1,4 metros de altura, de estilo RAK, una clasificación con inscripciones en texto rúnico sin figuras decorativas, sin cabezas de dragones o serpientes al final o principio del mismo, y el final de las líneas de escritura es recto. La inscripción en el reverso de la piedra, en texto no rúnico, está acompañada de una cruz cristiana y un mjölnir de Thor pagano. Otras piedras que han sobrevivido y están acompañadas del mítico martillo de Thor son la piedra rúnica de Altuna U 1161, Dr 331 en Gårdstånga, Sö 86 en Åby, piedra rúnica de Stenkvista Sö 111, Sö 140 en Jursta, DR 26 en Laeborg, y DR 119 en Spentrup.

## Inscripción
- En caracteres latinos:

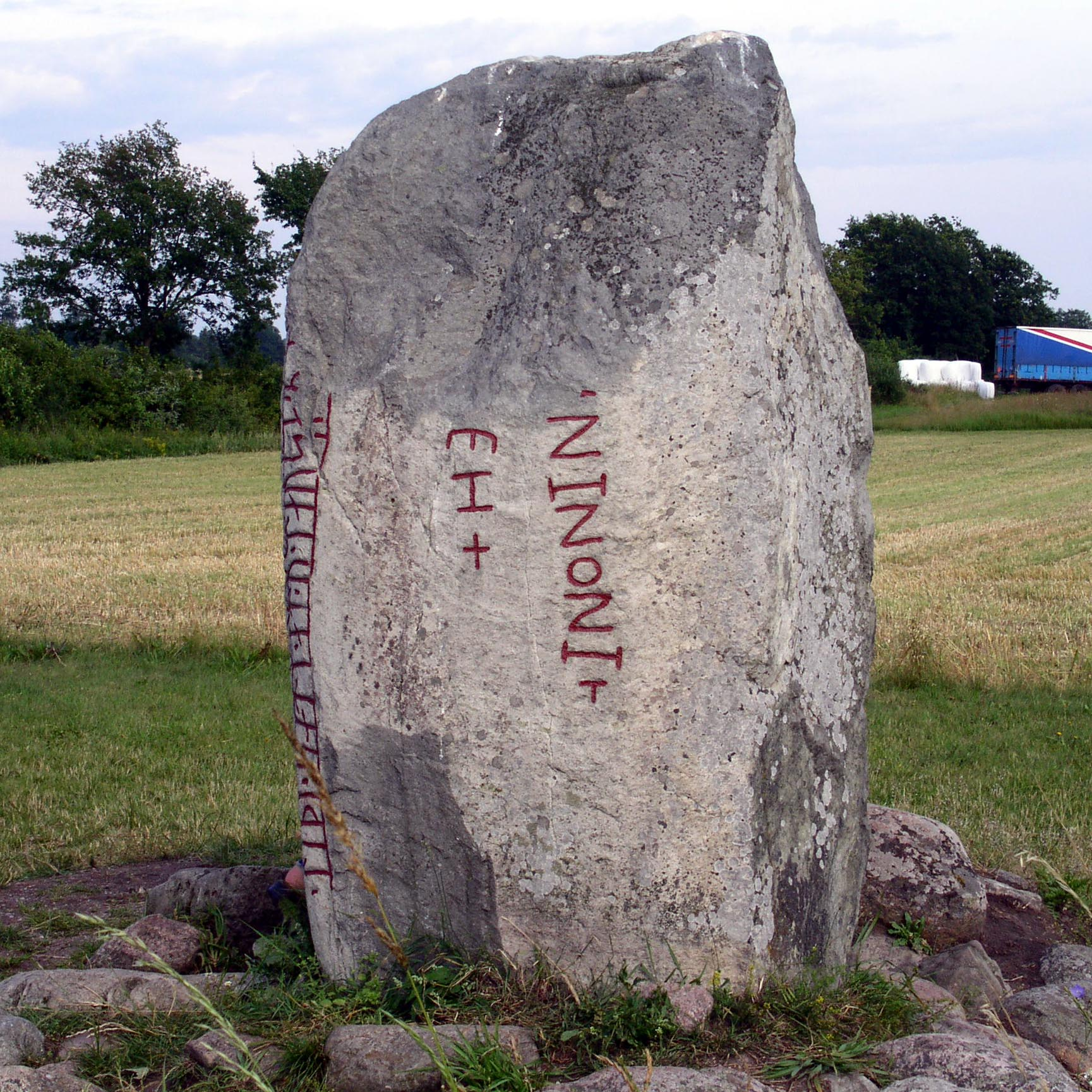
Reverso de la piedra rúnica de Karlevi

+ s-a... --(s)- i(a)s * satr * aiftir * si(b)(a) * kuþa * sun * fultars * in hons ** liþi * sati * at * u * -ausa-þ-... +: fulkin: likr: hins: fulkþu: flaistr (:)* uisi * þat * maistar * taiþir: tulka * þruþar: traukr: i: þaimsi * huki * munat: raiþ:uiþur: raþa: ruk:starkr * i * tanmarku: --ntils: iarmun**kruntar: urkrontari: lonti
- Transcripción en nórdico antiguo (dialecto Sueco-danés):

S[t]æ[inn] [sa]s[i] es sattr æftiR Sibba Goða, sun Fuldars, en hans liði satti at......
Fulginn liggR hinns fylgðu,
flæstr vissi þat, mæstaR
dæðiR dolga ÞruðaR
draugR i þæimsi haugi;
munat Ræið-Viðurr raða
rogstarkR i Danmarku
[Æ]ndils iarmungrundaR
uRgrandaRi landi.
- Traducción antigua:

Esta piedra se erige en memoria de Sibbi Góði/Goði, hijo de Foldarr, y su séquito...
Aquí permanece escondido el único
a quien siguieron (muchos saben de esto)
las más grandes gestas,
Guerrero de batallas de Þrud,
en este montículo.
Nunca habrá uno más honesto,
recio luchador sobre el carro de Viðurr
La extensión de Endill gobierna la tierra de Dinamarca.
- Traducción nueva:

Esta piedra se erigió en memoria de Sibbi el Bueno, hijo de Fuldarr, y su séquito permanece...
Él permanece oculto,
él quien fue seguido
por las más grandes gestas (muchos hombres lo saben),
un caudillo (árbol de batalla de [la diosa] Þrúðr)
en este montículo;
Nunca más habrá un guerrero del mar tan aguerrido (Viðurr el del carro [del rey marino])
poderoso dominio de Endill ( = Dios de las naves del mar),
gobierna sin igual sobre la tierra en Dinamarca.
Una versión traducida del inglés, más coloquial e idiomática, la ofrece Foote & Wilson:
El árbol de Thrúd de las hostilidades, el hombre a quien acompañaron grandes virtudes - muchos hombren lo saben - permanece enterrado en este montículo; firme y recto como carro de Vidur la tierra extensamente maravillosa de Endil no gobernará, fuerte de lucha, tierra en Dinamarca.
En el reverso de la piedra aparece una inscripción en caracteres latinos:
In nomin[e] (?) Ie[su] (?) que puede significar "En el nombre de Jesús."